# Вековые возмущения
Вековые возмущения или вековые неравенства — это возмущения, которые приводят к отклонению орбиты небесного тела от теоретической орбиты в используемой модели, имеющие не периодический характер.
В общем случае теория возмущений предполагает, что имеющиеся отклонения малы и могут быть вычислены путём разложения в ряды по степеням малых параметров. В таком случае можно получить пертрубационную функцию и вековыми возмущениями в ней будут назваться члены вида Atm, где m = 1, 2,.., А -коэффициент, t - параметр. Возмущения,параметры в первой степени, называются возмущениями первого порядка, во второй степени второго порядка и т.д..
Среди свойств вековых возмущении можно выделить однонаправленность и пропорциональность времени.
Чаще всего вековые возмущения рассчитывают применительно к модели задачи двух тел для учета влияния других тел. Положение планеты в пространстве и её скорость в этой модели можно задать при помощи шести величин - кеплеровских элементов орбиты: большая полуось и эксцентриситет орбиты, наклонение орбиты, долгота восходящего узла, аргумент перицентра и средняя аномалия. Расчет вековых возмущений позволят получить изменения этих параметров со временем.
Вековые возмущения тел Солнечной системы малы и к заметным изменениям параметров орбит они приводят в течение больших промежутков времени. Это и дало название термину.
Однако, расчет вековых возмущений применяют и для учета других в том числе негравитационных сил, которые могут вносить большой вклад.

## История
Теория возмущений возникла из-за того, что задача N-тел для Солнечной системы не имеет аналитического решения, но так как влияние планет друг на друга мало, то можно использовать модель движения задачи двух тел, а влияние других сил учесть как малую поправку. При этом было определено, что есть два типа отклонений - периодические и вековые. Исаак Ньютон полагал, что из-за наличия вековых возмущений Солнечная система разлетится с течением времени.
Лаплас сильно продвинул теорию возмущений. Так он придумал элементы орбиты при которых уравнения движения не имеют особенностей при эксцентриситете и наклоне орбиты равных нулю. В рамках задачи устойчивости Солнечной системы показал, что вековых возмущений первого порядка в большой полуоси эксцентриситете и наклоне орбиты и нет, а изменения расстояния Юпитера и Сатурна от Солнца, а Луны от Земли имеют периодическую природу.
Лагранж предложил использовать элементы орбиты при которых уравнения движения не имеют особенностей при эксцентриситете и наклоне орбиты равных нулю.
Такие элементы позволяли вычислять вековые возмущения
На основе работ Лагранжа и Лапласа был создан метод расчета вековых возмущений.
В 1809 году Пуассону удалось доказать, что возмущения второго порядка больших полуосей так же не содержат вековых членов. На основе его идей был разработан ещё один метод расчета.
Спиру Харет в своей диссертации обнаружил, что большие полуоси имеют вековые отклонения в третьем порядке. В её продолжении Анри Пуанкаре разработал теорию хаоса и показал, что вековые изменения третьего порядка необязательно могут быть причиной распада Солнечной системы.
Толчком для исследований в области исчисления возмущений стало открытие в начале 1820-х векового возмущения большой полуоси Урана, которое привело к открытию планеты Нептун. В свою очередь, в 1900-х вековые возмущения Нептуна позволили вычислить орбиту Плутона.
Современная планетарная теория VSOP основана на использовании и вычислении в том числе вековых возмущений дает ошибку в 1 см определении эфемерид за 8000 лет.

## Причины вековых возмущений
Причиной возмущений в движении небесных тел может быть не только притяжение других небесных тел, но и другие факторы, например:
- отклонения фигур этих тел от сферической формы
- сопротивление среды, в которой происходит движение,
- изменение массы тела с течением времени,
- световое давление
- YORP-эффект
- тепловое излучение